# 매일신문 (대한제국)
매일신문(每日新聞, 영어: Daily Newspaper)는 1898년 4월 9일(광무 2년)에 창간된 순한글 신문이다. 대한민국 최초의 일간신문이자, 한국인에 의한 최초의 민간 일간지이다. 협성회회보가 폐간된 후 양홍묵·유영석·이승만 등에 의해 민족의 대변 기관지로 등장하였다. 3~4면에는 외국 소식과 개화 문명을 실었다. 대한제국의 민간신문 발달의 선도적 역할을 하였다. 그러다 독립협회 익명서 사건의 여파로 1년 만에 해산하게 된다.

## 문화재 지정
연세대학교 학술정보원에서 소장하고 있는 매일신문이 2012년 10월 17일 대한민국의 등록문화재 제508호로 지정되었다.